# César Marie de Talaru
César Marie, marquis de Talaru et de Chalmazel, comte de Chamarande (8 juin 1725-1794) appartient à une très vieille famille noble du comté de Forez. En mai 1748, il est fait brigadier des armées du roi, puis devient gouverneur de Strasbourg et Phalsbourg en juillet 1756, avant de participer à l'expédition de Minorque, la première bataille navale de la guerre de Sept Ans. Après la victoire française, il est nommé commandement en second de l'île. Minorque ne sera rendu à la Grande-Bretagne que lors du traité de Paris, en échange de la restitution des Antilles françaises et de Belle-Île. 
Après avoir été fait Maréchal de camp en 1761, il devient Premier maître d'hôtel de la reine Marie-Antoinette, dont il administre à ce titre les domaines. Il possède deux hôtels particuliers rue de Richelieu, ce qui, par un étrange enchaînement de faits, conduira à son arrestation, puis à son exécution sous la Révolution française.

## Vie avant la Révolution française

### Les débuts
César-Marie de Talaru appartient à une très vieille famille noble du comté de Forez, dont le nom de Talaru provient du château du même nom, qui appartenait à la famille depuis l'an 1084.
Fils de Louis de Talaru et de sa seconde épouse, Marie-Marthe de Bonneval, il avait un frère cadet, Louis-François (1729-1782), vicomte de Talaru, dont le fils, Louis Justin Marie, dernier marquis de Talaru, fut membre de la Chambre des pairs sous la Restauration et la Monarchie de Juillet. César-Marie épouse Marie-Justine de Sassanage en 1750, dont il a deux enfants.
Le marquis devient brigadier des armées du roi le 10 mai 1748. Puis, le 25 juillet 1756, il est fait gouverneur de Strasbourg et Phalsbourg.

### Guerre de Sept Ans

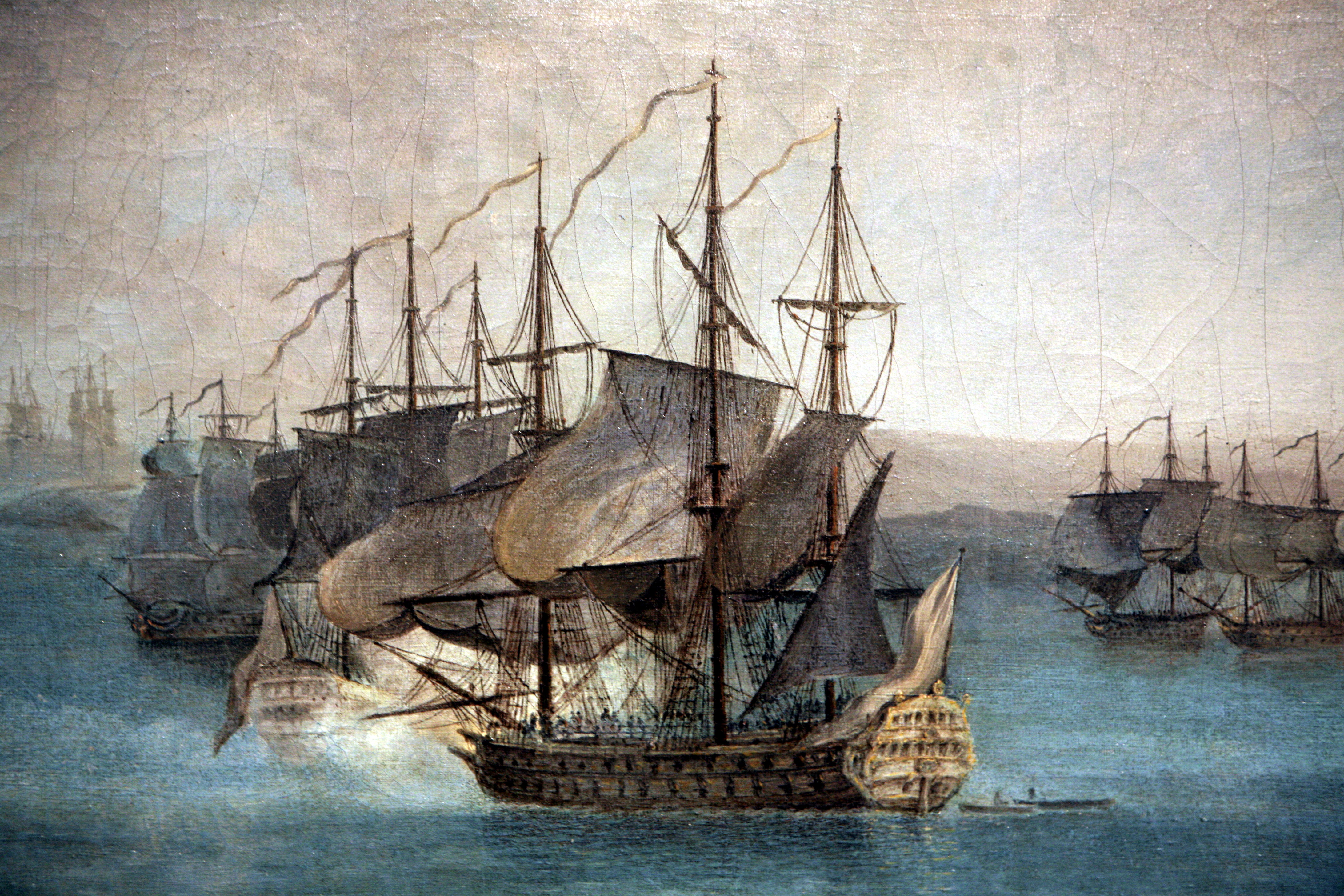
Départ de la flotte française pour l'expédition de Minorque, le 10 avril 1756. Par Nicolas Ozanne.

Il participe ensuite à l'expédition de Minorque, en 1756. 
Lors de cette bataille navale, la toute première de la guerre de Sept Ans, la flotte française remporte une courte victoire, et contraint la flotte anglaise commandée par l'amiral Byng à se replier sur Gibraltar, permettant ainsi la prise de l'île de Minorque. César Marie de Talaru est alors nommé commandant en second, et « chargé du détail de la garde de l'ile », sous les ordres de Hyacinthe Gaëtan, comte de Lannion. Il est inspecteur des troupes stationnées sur l'ile jusqu'en mars 1757, date à laquelle il rentre en France et prend le commandement du régiment de Talaru. Les Français parviendront à tenir l'île jusqu'à la fin de la guerre de Sept Ans, et elle ne sera finalement rendue à l'Angleterre que lors du traité de Paris, en échange de la restitution des Antilles françaises et de Belle-Île.
Envoyé en Allemagne il devient inspecteur des troupes en Hesse. Il est fait inspecteur général de l'infanterie le 9 septembre 1758. C'est par brevêt du 20 février 1761 qu'il est nommé Maréchal de camp ; il conservera son nouveau régiment jusqu'au 5 novembre 1761.

### La cour de France, après la guerre
Enfin, en mars 1763 il obtient la charge de Premier maitre d'hôtel de la Reine, dont il gère les domaines à ce titre. Il conservera cette charge jusqu'en 1770. Il est fait lieutenant général en 1780.

## Révolution française

### Réquisition sous la Terreur
Au moment de la Terreur, il possède deux hôtels particuliers situés rue de Richelieu, aux numéros 60 et 62. Il en donne un en location à un homme qui souhaite ouvrir un hôtel. L'immeuble est réquisitionné par les autorités de la section le 17 mai 1794 pour en faire une maison d'arrêt, et Talaru en devient le premier pensionnaire. Il se trouve payer, pour une seule pièce de sa propre maison, plus cher que le tout ne lui rapportait en loyer. On y met jusqu'à deux cents prisonniers.

### Arrestation par méprise
À la suite d'une méprise, il est guillotiné au printemps suivant. L'ordre du tribunal révolutionnaire est « d'amener La Borde, logé dans la chambre de Boutin, chez Talaru ». Mais on amène au tribunal tous les noms marqués, c'est-à-dire La Borde, Boutin et Talaru, et le tribunal trouve plus simple de modifier l'acte d'accusation que de les renvoyer.
On peut aussi y rencontrer le député Jean-Marie Boscary de Romaine ; Jeanne de Lavaulx, veuve du maréchal duc de Richelieu, petit neveu du cardinal dont les mémoires nous sont restés ; François-Nicolas-Henri Racine de Monville, le créateur du célèbre Désert de Retz à Chambourcy, en forêt de Marly, dont il dessine lui-même les plans ; Paul-Henri Marron, pasteur protestant, membre du club des Feuillants ; Antoine d’Andlau, gendre du philosophe Helvétius ; Louis Gérard, abbé et écrivain, ancien chanoine de l'église Saint-Louis-du-Louvre ; Rousselin, qui était allé terroriser Troyes comme commissaire de la Convention, et que Robespierre fait jeter en prison.

### Chute de Robespierre et exécution

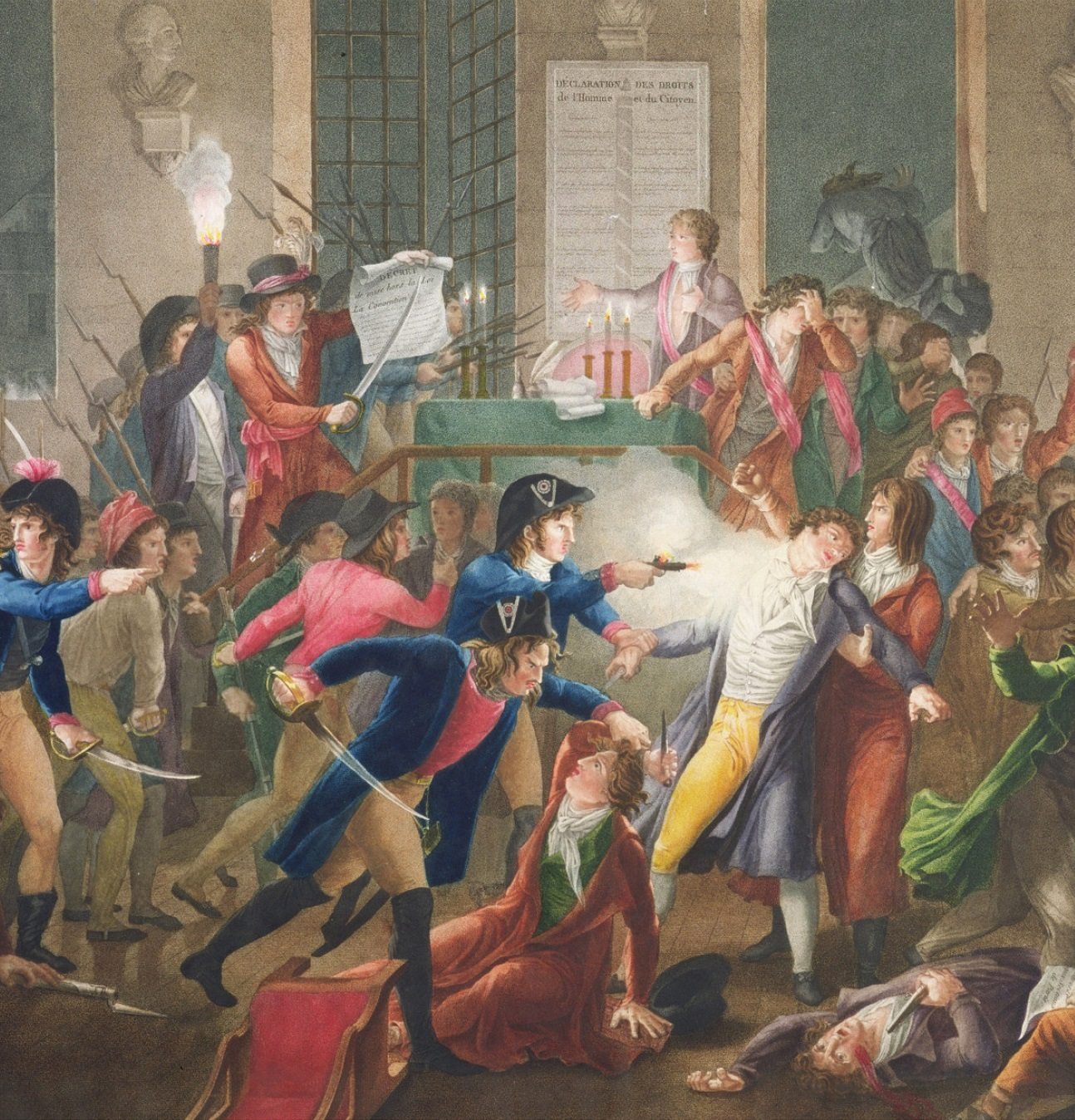
Arrestation de Robespierre, lors de la nuit du 9 thermidor.

Les détenus, au lendemain du 9 thermidor (date de la chute de Robespierre), ont la surprise de voir arriver une bonne partie de la famille Duplay, chez qui Robespierre séjournait depuis 1791. De même Marie Brunet, veuve du conventionnel Georges Couthon, guillotiné avec Robespierre. De même Paul Auguste Taschereau de Fargues, opulent armateur qui avait été membre des Jacobins et ami de Robespierre. De même Dossonville, policier qui avait particulièrement tourmenté les détenus, et Rousseville, l'informateur "personnel" de Robespierre. On y met ensuite des réfugiés de Saint-Domingue qui plaident pour que la République écrase la révolte des Noirs et leur rende leurs plantations.
Au reste, hormis MM. de la Borde, Talaru et Boutin, qui seront donc décapités en 1794, ils survivront tous à cette épreuve.

## Sort de l'hôtel
La maison devient l’hôtel meublé des Colonnes en 1816, puis abrite l’agence Havas à partir de 1825. De 1831 à 1907, la joaillerie « Nitot Étienne et fils » le loue pour y placer ses magasins. Elle se transporte place Vendôme, où elle existe encore sous le nom de « Bijouterie Chaumet ».
L’hôtel de Talaru est démoli en 1914 pour permettre l’édification de locaux plus modernes destinés à l’agence Havas.